# Sicyopterus fasciatus
Sicyopterus fasciatus är en fiskart som först beskrevs av Day, 1874.  Sicyopterus fasciatus ingår i släktet Sicyopterus och familjen smörbultsfiskar. IUCN kategoriserar arten globalt som otillräckligt studerad. Inga underarter finns listade i Catalogue of Life.